# Schwarzburgbund
Der Schwarzburgbund (SB) ist ein Korporationsverband von nichtschlagenden, christlich orientierten Studentenverbindungen aus Deutschland. Er vereint 21 aktive und 15 vertagte Verbindungen mit zusammen mehr als 2.000 Mitgliedern.

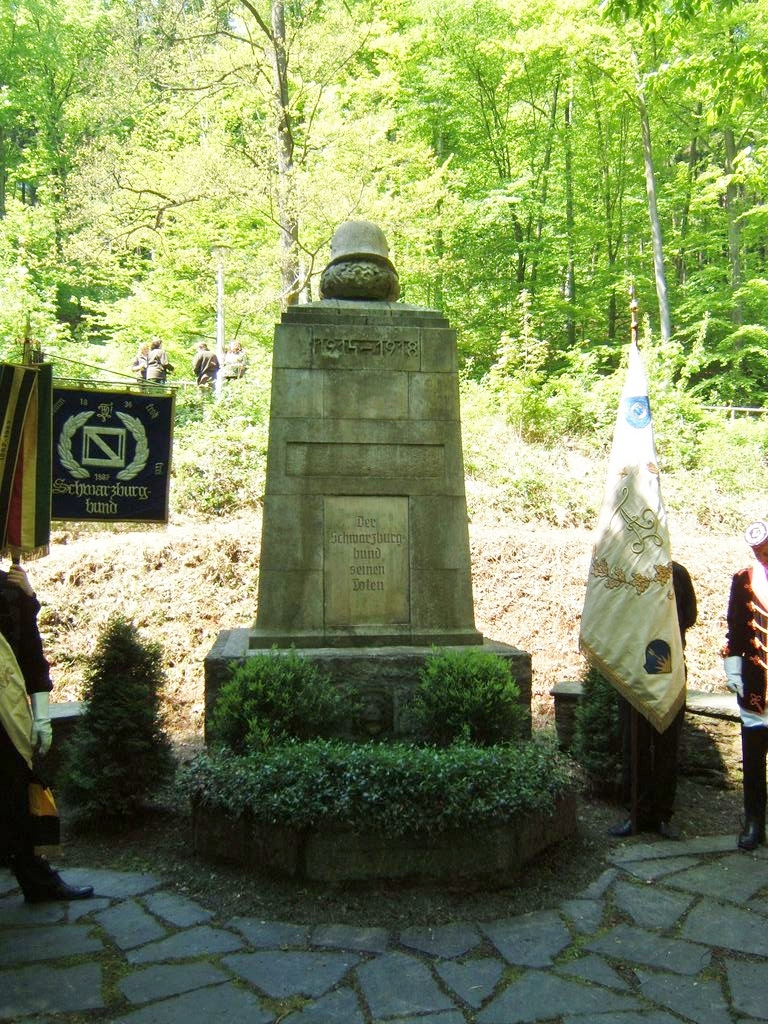
Ehrenmal des Schwarzburgbundes in Schwarzburg (Thüringen), 2010

## Struktur
Im Schwarzburgbund verfügen die einzelnen Verbindungen seit je über einen sehr hohen Grad an Autonomie. Entsprechend entwickelte sich bei den Verbindungen im SB eine stärkere inhaltliche Differenzierung als bei anderen Dachverbänden. Das spiegelt sich bereits in der Namensgebung der einzelnen Korporationen wider. Neben Burschenschaften und Landsmannschaften  finden sich u. a. auch Bezeichnungen wie Schwarzburgverbindung (SBV) oder Akademische Verbindung (AV). Bis auf eine Verbindung (AV Kristall zu Clausthal) sind alle farbentragend.
Es gibt Herrenverbindungen, aber auch Damen- und gemischte Verbindungen. Derzeit (1/2020) gehören dem Schwarzburgbund 8 Herrenverbindungen, 12 gemischte Verbindungen und eine Damenverbindung sowie 35 Altherrenvereinigungen (18 davon gemischt) an. Circa 16,5 % der Mitglieder sind weiblich.
Der SB versteht sich selbst nicht als Verband, sondern als Bund, was heißen soll, dass zwischen allen Angehörigen ein besonders enges Verhältnis besteht. Innerhalb des Schwarzburgbundes besteht daher unter allen Angehörigen unabhängig von ihrem jeweiligen Status ein Duzverhältnis.
Der SB sieht sich der Tradition der Urburschenschaft verpflichtet. Mit der Wiedergründung nach dem Zweiten Weltkrieg wurde aus der neuen Satzung der ehemalige Wahlspruch des SB „Gott, Freiheit, Vaterland“ gestrichen und bewusst durch keinen neuen ersetzt.

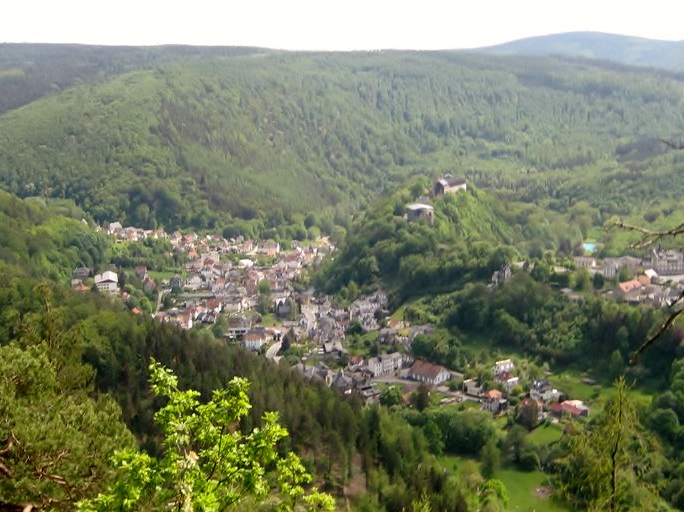
Blick vom Trippstein auf Schwarzburg (2009)

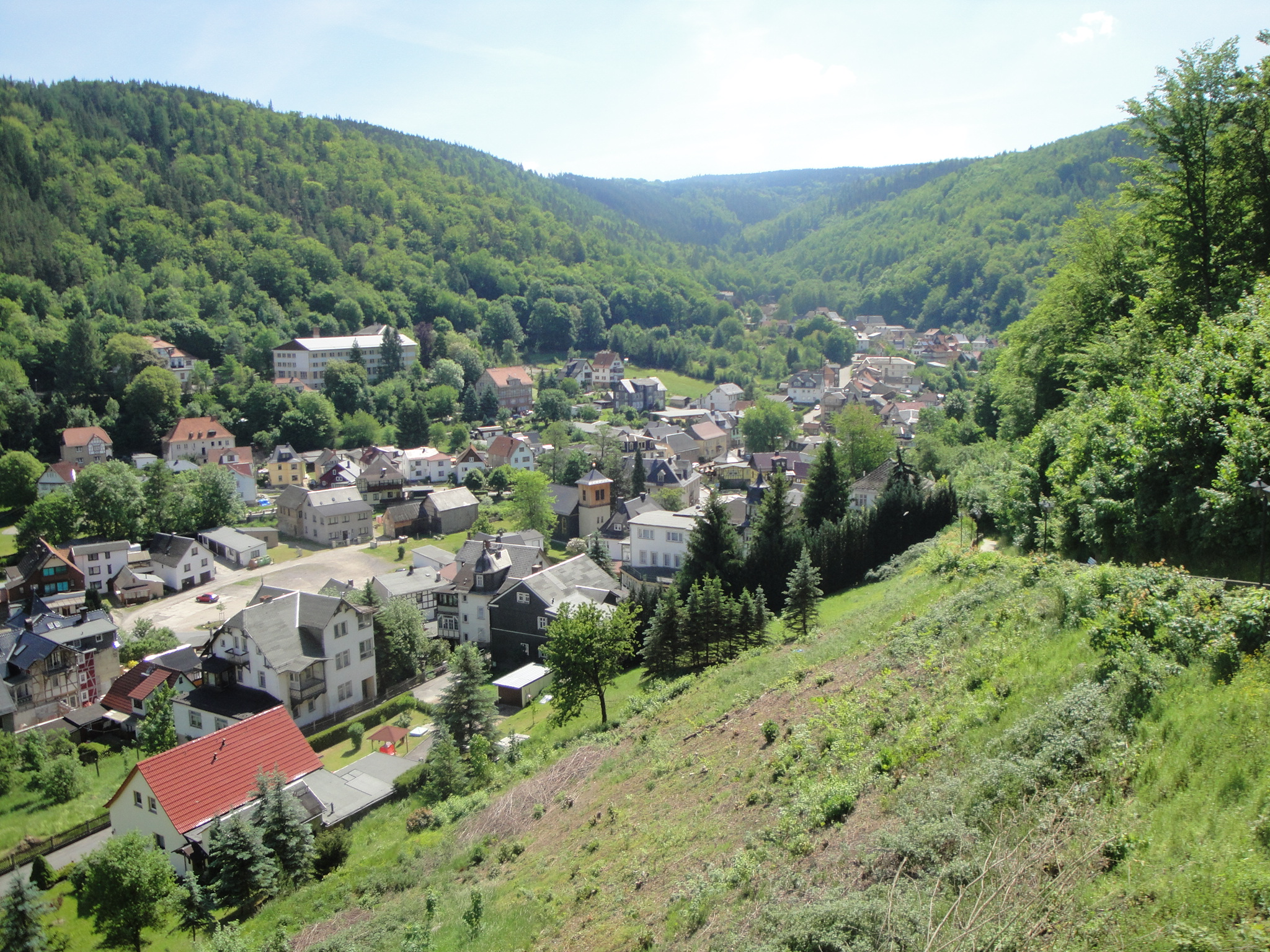
Blick ins Schwarzatal (2012)

## Geschichte

### Gründungszeit
Seit Mitte des 19. Jahrhunderts hatte es zwischen den späteren Gründungsverbindungen wiederholt Versuche gegeben, einen gemeinsamen Bund zu gründen. Diese Gründungen hielten jedoch nicht dauerhaft und zerbrachen an unterschiedlichen Auffassungen über Form und Inhalt. Erst im Jahr 1887 kam eine dauerhafte Gründung im thüringischen Schwarzburg zustande. Gründer waren die damals stark von evangelischen Theologen geprägten Verbindungen Uttenruthia Erlangen, Tuiskonia Halle, Nordalbingia Leipzig und Sedinia Greifswald.
Trotz der christlich-protestantischen Ausprägung hat der Schwarzburgbund nie eine Konfessions- oder Kirchenzugehörigkeit als Mitgliedskriterium festgelegt.

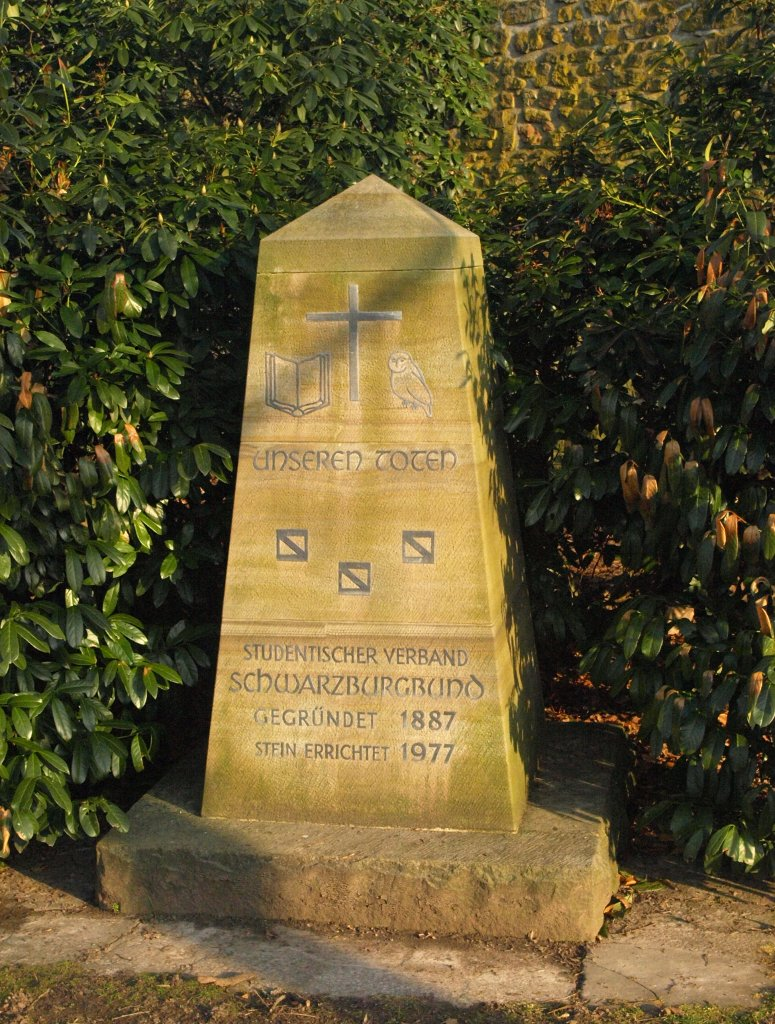
Denkmal des Schwarzburgbundes in Bad Hersfeld

### Die Zeit der zwei Weltkriege
Durch Beitritte bestehender Verbindungen und Neugründungen aus dem SB heraus wuchs der SB bis zum Beginn des Ersten Weltkrieges auf 11 Mitgliedsverbindungen an. In den 20er Jahren setzte ein regelrechter Gründungsboom ein und der SB wuchs bis zu seiner Auflösung 1939 auf 35 Mitgliedsverbindungen an.
Wie alle anderen Korporationen wurden auch die Bundesverbindungen des SB 1935 vor die Wahl der Angliederung an den NSDStB oder der Selbstauflösung gestellt. Der Schwarzburgbund war, durch das Engagement des letzten SB-Vorsitzenden Jochen Sievers (1936–1939), zu jener Zeit der einzige Verband, der noch eine Verbandstagung abhalten durfte. Dies war nur unter der Verpflichtung möglich, dass sich der Verband im Rahmen der SBT 1939 aufzulösen hat. Erst 1951 wurde der SB wieder gegründet. Der Wiederaufbau geschah unter der Leitung von Leopold Petri. Während der Teilung Deutschlands fanden die Bundestreffen im hessischen Bad Hersfeld statt. Seit den 1990er Jahren trifft man sich alle zwei Jahre wieder in Schwarzburg, zur Schwarzburgbund-Tagung, in deren Rahmen auch die Hauptversammlung als beschlussfassendes Organ aller Mitgliedsverbindungen tagt.

### Nachkriegszeit
In der Zeit nach dem Zweiten Weltkrieg wurden die meisten westdeutschen Studentenverbindungen wieder gegründet, außerdem verlegten einige Verbindungen aus den ehemaligen Ostgebieten ihren Aktivenbetrieb nach Westdeutschland. Dazu kamen weitere Neugründungen sowie der Beitritt von bisher verbandsfreien Verbindungen. Letztere waren zu nicht geringer Anzahl, auch bereits vor der erzwungenen Auflösung unter der NS-Herrschaft, ehemalige Mitglieder des Deutschen Wissenschafter Verbandes und des Verbands Deutscher Burschen.
Seit 1972 und damit früher als die meisten anderen Dachverbände hat sich der Schwarzburgbund der Aufnahme von Frauen in Einzelverbindungen geöffnet.

### Seit 1990
1996 wurde mit AV Athenia Würzburg die erste Damenverbindung aufgenommen.
Von 2006 bis 2012 war der SB Mitglied im Convent Deutscher Akademikerverbände (CDA). Darüber hinaus unterhält der SB Kontakte zum Verband Alter Wingolfiten.

## Grundsätze des Schwarzburgbundes
Das verbindende Band innerhalb des Bundes sind die Grundsätze des Schwarzburgbundes, die im Jahr 2006 neu gefasst wurden. Dabei ist das Gewicht, das die einzelnen Verbindungen auf die einzelnen Grundsätze legen, unterschiedlich ausgeprägt.
Artikel 1: Christianum
Der Schwarzburgbund (SB) ist eine Vereinigung von nichtschlagenden Studentenverbindungen aus dem deutschen Sprachraum, die ihre Grundlage im Christentum sehen. Der Schwarzburgbund fordert dabei von seinen Mitgliedern nicht die Zugehörigkeit zu einer bestimmten Konfession oder Weltanschauung, sondern generell die Orientierung an den Werten der christlichen Ethik. In der Glaubensfrage gibt er jedem Raum für seine eigene Entwicklung, sofern er offen ist für die Botschaft des Evangeliums.
Artikel 2: Mäßigkeit
Aus dem Christianum abgeleitet ist die Forderung an jedes Mitglied, verantwortungsbewusst mit den Mitmenschen, mit der Schöpfung und mit sich selbst umzugehen.
Artikel 3: Lebensbund
Mitglieder der Verbindungen des Schwarzburgbundes vereint die Idee der Bundesbrüderlichkeit in einem generationsübergreifenden Lebensbund. Ausdruck dieses besonderen Verhältnisses ist das bundesbrüderliche „Du“ in diesem Gesamtbund.
Artikel 4: Wissenschaftlichkeit
Verbunden mit der Mitgliedschaft in einer Verbindung des Schwarzburgbundes ist die konsequente Bereitschaft zu einem zielstrebigen Studium und das ernsthafte Bestreben zur Erlangung eines akademischen Abschlusses. Der Bund und seine Verbindungen fördern und unterstützen die wissenschaftliche Bildung seiner Bundesschwestern und Bundesbrüder.
Artikel 5: Vaterland
Das Bekenntnis zum Vaterland findet im Schwarzburgbund seinen Ausdruck in der Liebe zur Heimat, in der Pflege ihrer Kultur und Sprache und insbesondere im Einstehen für die freiheitlich demokratische Grundordnung im Rahmen eines vereinten Europas.
Artikel 6: Persönlichkeitsbildung
Der Schwarzburgbund bildet seine Mitglieder durch gegenseitige Erziehung im Geiste von Achtung, Weltoffenheit, Toleranz und Hilfsbereitschaft zu verantwortungsbewussten Persönlichkeiten und Staatsbürgern heran.

## Aufbau und Organisation
Die innere Struktur der einzelnen Verbindungen ist weitgehend gleich. Sie gliedern sich in einen Philister- oder Altherrenverein und eine Aktivitas. In der Aktivitas sind die noch studierenden Mitglieder organisiert. Nur die Philistervereine sind in der Regel eingetragene Vereine. Eigenständige Mitglieder des SB sind sowohl Aktivitas als auch der Philisterverein.
Der SB ist im Vereinsregister beim Amtsgericht in Rudolstadt eingetragen.
Die Mitglieder wählen den aus sechs Personen bestehenden Vorstand für jeweils vier Jahre. Die Wahlen finden an Pfingsten auf der Hauptversammlung anlässlich der in geraden Kalenderjahren in Schwarzburg stattfindenden Schwarzburgbund-Tagung (SBT) statt. Außerdem gehört dem Vorstand ein Vertreter (Bundes-X) der aktiven Verbindungen an, der jeweils nur für ein Jahr von den Aktiven gewählt wird. Die Verbindung, der der Bundes-X zugehört, wird für die einjährige Amtsdauer als „Vorort“ – die vorsitzende Verbindung der aktiven Mitgliedskorporationen – bezeichnet.
Neben den Philistervereinen, die die Mitglieder einer Verbindung über die Studienzeit hinaus vereinen, bestehen noch regionale Landesverbände (LV), in denen die in einer Region wohnenden Mitglieder unterschiedlicher Philistervereine zusammengefasst sind. Derer bestehen derzeit neun Stück für Baden-Württemberg, Bayern, Berlin-Brandenburg, Hamburg, Hessen, Mittelrhein-Pfalz-Saar, Niedersachsen und Bremen, Nordrhein-Westfalen und Schleswig-Holstein.
Die Interessen der LVs werden im Bundesvorstand durch den sog. Sprecher der Landesverbände vertreten.

## Mitgliederentwicklung
Die Mitgliederentwicklung im Schwarzburgbund folgt prinzipiell den Trends der anderer studentischer Verbände. Bis zum Jahr 1968 ist eine stetige Zunahme an Mitgliedern ersichtlich, die seitdem jedoch sukzessive rückläufig ist.
Ein weiterer Mitgliederschwund ist insbesondere aufgrund der, statistisch betrachtet, eintretenden Mortalität der starken Mitgliedsjahrgänge (vgl. Tabelle; Bezug auf Geburtsjahr, Aktivmeldung mit im Alter von geschätzt 20 Jahren) von vor 1968 zu erwarten.
Nachfolgend ist für ausgewählte Jahre die Mitgliederentwicklung seit 1887, der Gründung des SB, tabellarisch dargestellt.
„Aktivitates“ beschreibt die Anzahl der aktiven Bundesverbindungen. Soweit keine Daten ermittelbar bzw. nicht vorhanden waren, ist dies mit „-“ gekennzeichnet.
| Jahr                      | 1887 | 1895 | 1911 | 1930 | 1925 | 1935 | 1951 | 1960 | 1968 | 1975 | 1980 | 1990 | 2000 | 2009 | 2012 | 2015 | 2018 |
| ------------------------- | ---- | ---- | ---- | ---- | ---- | ---- | ---- | ---- | ---- | ---- | ---- | ---- | ---- | ---- | ---- | ---- | ---- |
| Aktivitates               | 4    | 5    | 16   | 30   | 31   | 32   | 12   | 25   | 27   | 18   | 20   | 21   | 25   | 23   | 22   | 19   | 22   |
| Philisterien              | -    | -    | -    | -    | -    | -    | -    | -    | -    | -    | 38   | 37   | 39   | 39   | 37   | 36   | 37   |
| Aktive                    | -    | 230  | 593  | 889  | 1452 | 1173 | 375  | 1189 | 1204 | 399  | 345  | 362  | 327  | 324  | 347  | 301  | 270  |
| davon weiblich            | -    | -    | -    | -    | -    | -    | -    | -    | -    | 17   | 18   | 42   | 63   | 67   | 73   | 80   | 81   |
| Anteil weibliche Aktive   | -    | -    | -    | -    | -    | -    | -    | -    | -    | 4 %  | 5 %  | 12 % | 19 % | 21 % | 21 % | 27 % | 30 % |
| Alte Herren/ Hohe Damen   | -    | 1474 | 2742 | 3257 | 3356 | -    | 3505 | 4033 | 4158 | 4047 | 3393 | 2827 | 2526 | 2351 | 2171 | 2101 | 1950 |
| davon weiblich            | -    | -    | -    | -    | -    | -    | -    | 1    | 1    | 2    | 13   | 23   | 86   | 118  | 152  | 245  | 285  |
| Anteil Hohe Damen         | -    | -    | -    | -    | -    | -    | -    | 0 %  | 0 %  | 0 %  | 0 %  | 1 %  | 3 %  | 5 %  | 7 %  | 12 % | 15 % |
| Gesamtmitglieder          | -    | 1704 | 3335 | 4146 | 4808 | -    | 3880 | 5222 | 5362 | 4446 | 3738 | 3189 | 2853 | 2636 | 2518 | 2402 | 2220 |
| davon weiblich            | -    | -    | -    | -    | -    | -    | -    | 1    | 1    | 19   | 31   | 65   | 149  | 171  | 237  | 325  | 366  |
| Anteil weiblich an Gesamt | -    | -    | -    | -    | -    | -    | -    | 0 %  | 0 %  | 0 %  | 1 %  | 2 %  | 5 %  | 6 %  | 9 %  | 14 % | 16 % |

Als Stichtag galt jeweils der 1. Januar eines jeden vorliegenden Jahres. Die Auswertung erfolgte auf Grundlage der vorliegenden Statistiken der Mitgliederverzeichnisse.